# Assemblée générale consultative
Pour les articles homonymes, voir Assemblée générale (homonymie).
Une assemblée générale consultative (AGC) est un terme pouvant désigner une assemblée générale (AG) d'entreprise, d'association, d'organisation non gouvernementale ou d'organe gouvernemental, elle peut aussi être appelée assemblée générale « ordinaire » ou « annuelle ».
Dans le cas d'une association, les statuts peuvent  exclure  certains  membres (par exemple des adhérents récents depuis moins de X mois, des membres honoraires, etc.). 
Dans le cas d'une entreprise, ou société (privée comme publique), l'assemblée générale annuelle d'une société est soumise à un formalisme précis afin, notamment, de protéger les associés minoritaires. Elle doit avoir lieu au moins une fois par an.

## Organisation et déroulement
Les assemblées générales (AG) de sociétés se réunissent le plus souvent en mai ou juin, après la clôture et le dépôt des comptes de l'exercice écoulé. C'est l'occasion pour les associés ou actionnaires de faire entendre leur voix. C'est aussi le moment où les dirigeants doivent faire approuver les comptes annuels et le rapport de gestion. Pour que les décisions prises en AG ne souffrent pas de contestation, des règles précises doivent être suivies.
Chacun des membres invités à participer à l'AG doit notamment posséder tous les documents comptables de l'entreprise en question au moins quinze jours avant la date fixée de l'assemblée.
Au moment d'un vote consultatif ou d'une prise de décision dans l'entreprise au cours d'une AG, dans les SARL comme dans les  sociétés par actions, le nombre de voix dont chacun dispose dépend du nombre de ses actions dans ladite entreprise.